# Branice (ort)
Branice är en ort i Tjeckien.   Den ligger i regionen Södra Böhmen, i den centrala delen av landet, 80 km söder om huvudstaden Prag. Branice ligger 489 meter över havet och antalet invånare är 303.
Terrängen runt Branice är platt.Runt Branice är det ganska glesbefolkat, med 31 invånare per kvadratkilometer. Närmaste större samhälle är Písek, 17,3 km sydväst om Branice. Omgivningarna runt Branice är en mosaik av jordbruksmark och naturlig växtlighet.

## Galleri

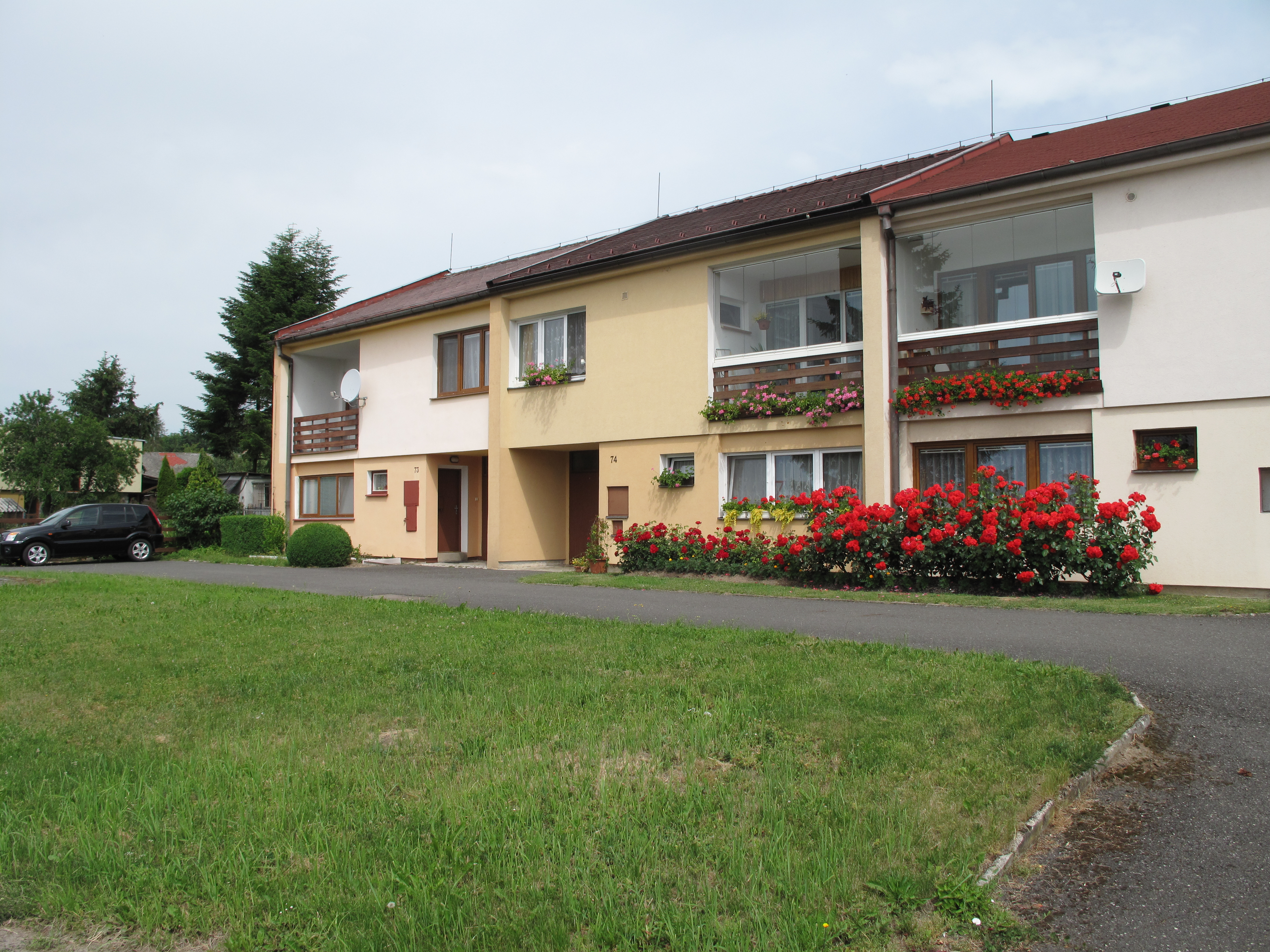
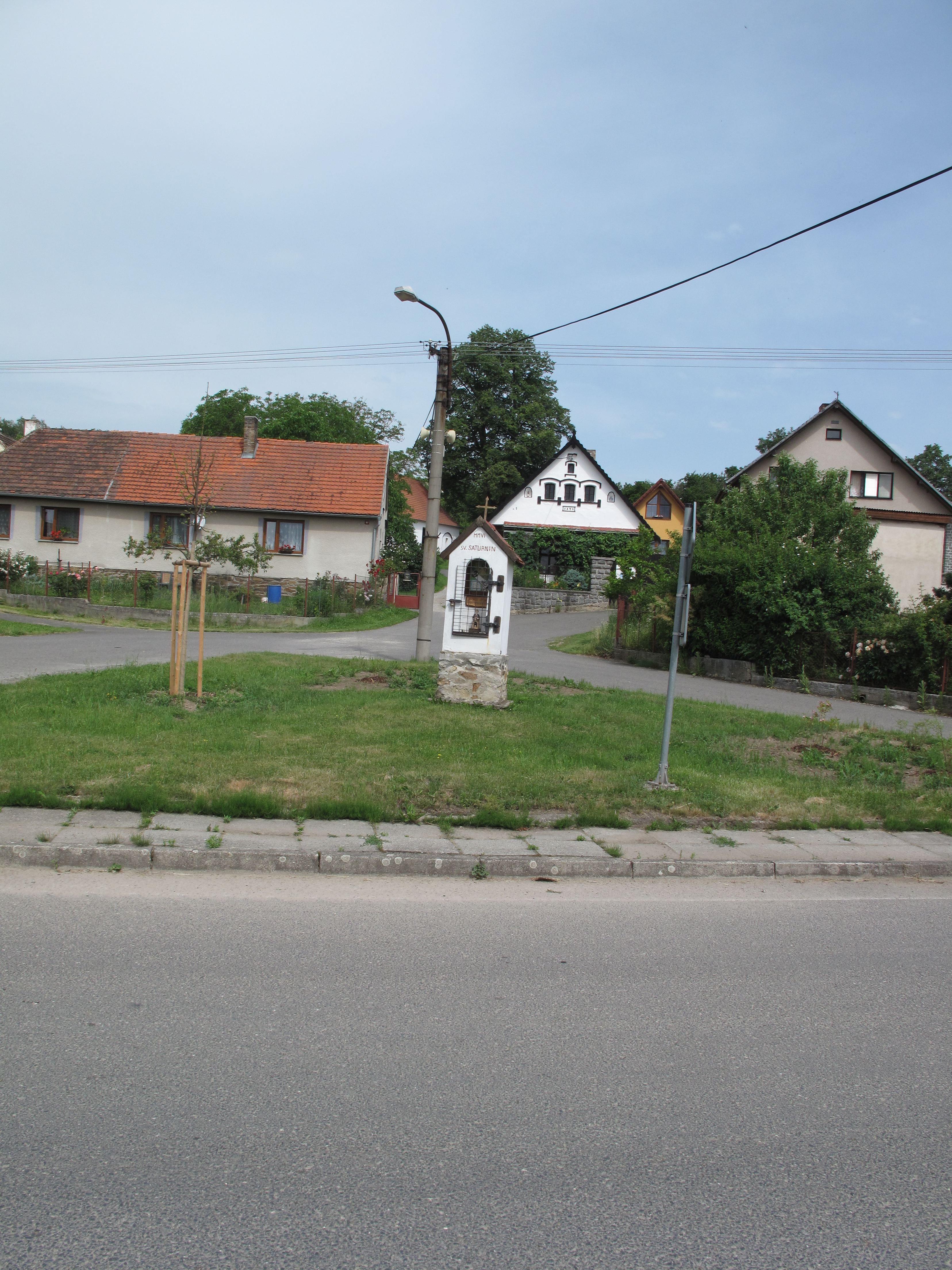
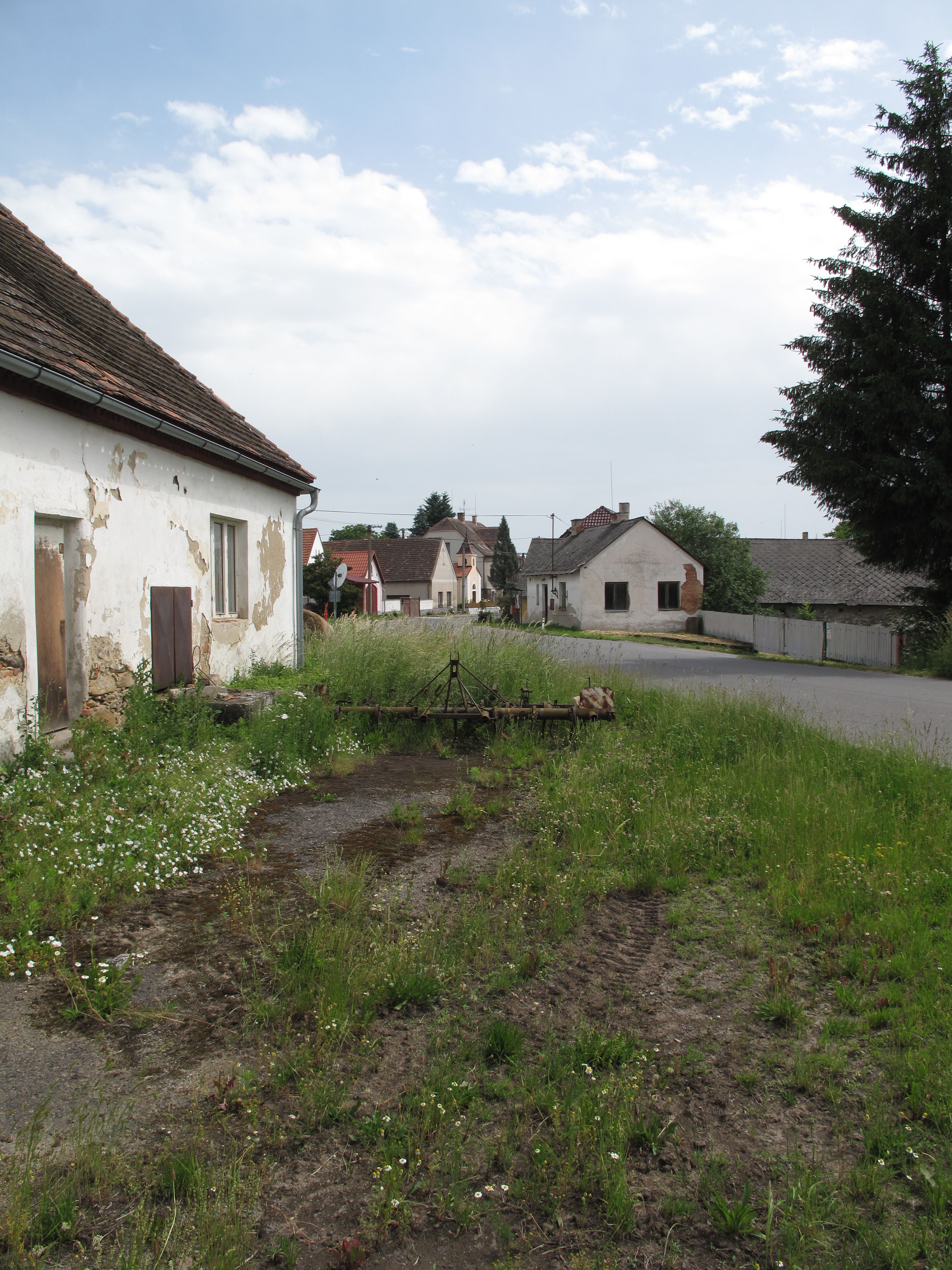